# Synagoge Neunkirchen (Bad Mergentheim)
Eine Synagoge in Neunkirchen, heute einem Stadtteil von Bad Mergentheim im Main-Tauber-Kreis, bestand bis ins 19. Jahrhundert.

## Geschichte
Die erste Synagoge befand sich im Vorderen Gäßle 2 (⊙), hinter dem ehemaligen Gasthaus zur Krone. Bis 1648 besuchten auch Juden aus Bad Mergentheim den Gottesdienst in Neunkirchen. Genannt wurde sie das letzte Mal als dem „öd liegenden Judenschulhaus“. In der zweiten Hälfte des 17. Jahrhunderts war vermutlich kein Betsaal mehr vorhanden, weshalb sie möglicherweise die Synagoge in Bad Mergentheim besuchten. Eine neue Synagoge wurde 1776 im „Judenberg“ (heute Häldenweg 9, ⊙) hinter der jüdischen Schule erbaut. Sie war an dem Baustil des protestantisch-ansbachischen, hugenottischen Kirchenbaus orientiert. Nachdem im Jahr 1832 die Neunkircher Gemeinde mit der Mergentheimer vereinigt worden war, wurde die Mergentheimer Synagoge baulich erweitert und verschönert. Der letzte Gottesdienst in der Synagoge von Neunkirchen wurde im Januar 1879 abgehalten. Sie wurde am 27. Januar 1879 an einem Kleinbauern verkauft, der diese als Scheune mit Stall verwendet. Die ehemalige Synagoge wurde im Jahr 1971 abgerissen.